# Площа круга
У геометрії, площа, що замикає коло радіусом r дорівнює π r2. У цій формулі грецька літера π є математичною сталою, що приблизно дорівнює числу 3,14159…, і яке дорівнює відношенню довжини кола до його діаметра.
Одним із методів отримання цієї формули, що бере початок із роботи Архімеда, у якій коло розглядається як границя послідовності правильних багатокутників. Площа правильного багатокутника дорівнює половині його периметру помноженого на відстань від його центру до сторін, а відповідна формула (що площа є половиною периметру помноженого на радіус, тобто. 1⁄2 × 2πr × r) полягає в знаходженні границі для кола.
Хоча, часто в не формальному контексті вживають вислів площа кола, строго кажучи до внутрішньої частини кола вживають термін круг (диск), у той час як коло це лише межа описана довкола, і яка по суті є кривою, що не займає ніякої власної площі. Тому, площа круга є більш точним висловом, якщо йдеться про площу, що обмежена колом.

## Історія
Сучасні математики можуть отримати площу за допомогою методів інтегральних обчислень або з складнішої гілки цих методів, аналізу функцій дійсних змінних. Однак, площу круга вивчали в Стародавній Греції. Евдокс Кнідський у V столітті до н. е. знайшов, що площа круга є пропорційна квадрату його радіуса. Архімед у своїй книзі Вимірювання кола використовував засоби евклідової геометрії аби показати, що площа в середині кола, дорівнює площі прямокутного трикутника основа якого має довжину, що дорівнює довжині кола  і висоту, що дорівнює його радіусу. Довжина кола дорівнює 2πr, а площа трикутника є половиною добутку довжини основи трикутника на висоту, що в результаті дорівнює площі круга π r2.

## Історія аргументування
Різні докази історично використовували аби встановити рівняння {\displaystyle A=\pi r^{2}} із різною ступеня математичної строгості. Найвідоміший з них є архімедовий метод вичерпування, що є одним із ранніх використань математичного поняття границі, а також основою Аксіоми Архімеда, що залишається частиною стандартного аналітичного пояснення системи дійсних чисел. Оригінальний доказ, який робив Архімед не є настільки суворим за сучасними стандартами, оскільки він припускає можливим порівнювати довжину дуги кола до довжини січної і дотичної лінії, і подібними твердженнями про площу, як геометрично очевидне.

### Використання багатокутників
Площа правильного багатокутника є половиною добутку його периметру на апофему. Зі збільшенням кількості сторін правильного багатокутника, він наближується до кола, а апофема наближується до радіуса. Таким чином створюється припущення що площа круга є половиною довжини кола, що обмежує круг помноженої на його радіус.

### Доказ Архімеда

Зазначені круг і трикутник мають однакову площу.

Відповідно до архімедових тверджень Archimedes та c. 260 BCE, порівняємо площу, яка замикається колом, із прямокутним трикутником, основа якого має довжину, що дорівнює довжині кола і висоту, що дорівнює його радіусу. Якщо площа кола не дорівнює площі трикутника, тоді вона повинна бути або більшою або меншою. Відкидаємо кожен з цих випадків як суперечні, отже, рівність єдиний можливий варіант.

#### Не більше

Коло із вписаним квадратом і восьмикутником, що показує різницю площі

Припустимо, що площа C, яка замикається колом, більша ніж площа T = 1⁄2cr трикутника. Тоді нехай E позначає ту площу, що є надлишком. Впишемо в коло квадрат, так, що його чотири кута лежать на колі. Між квадратом і колом існує чотири сегменти. Якщо загальна площа цих областей, G4, більша ніж E, розділимо кожну дугу навпіл. Між колом і квадратом утворюється вписаний восьмикутник, що утворює вісім сегментів із меншою загальною площею, G8. Продовжимо розбивати доки площа довкола, Gn, не стане меншою ніж E. Тепер площа вписаного багатокутника, Pn = C − Gn, має бути більшою за площу трикутника.
{\displaystyle {\begin{aligned}E&{}=C-T\\&{}>G_{n}\\P_{n}&{}=C-G_{n}\\&{}>C-E\\P_{n}&{}>T\end{aligned}}}
Але це приводить до суперечності, що пояснюється наступним чином. Проведемо перпендикуляр із центру кола до середньої точки сторони багатокутника; його довжина, h, менша за радіус кола. Також, нехай кожна сторона багатокутника має довжину s; тоді сума сторін дорівнюватиме, ns, є меншою за довжину кола. Площа багатокутника складається з n рівних трикутників із висотою h і основою s, і таким чином дорівнює 1⁄2nhs. Але, оскільки h < r і ns < c, площа багатокутника повинна бути меншою за площу трикутника, 1⁄2cr, що є суперечним. Отже, початкове припущення, що C більше за T, є не правильним.

#### Не менше

Коло із описаним навколо нього квадратом і восьмикутником, що показує різницю площі

Припустимо, що площа охоплена колом є меншою ніж площа T трикутника. Нехай D задає ту кількість, якої не вистачає. Опишемо квадрат довкола кола, так що середні точки кожної з його граней лежать на колі. Якщо загальна площа областей між колом і квадратом, G4, є більшою за D, відріжемо кути квадрата за допомогою дотичних до кола аби утворився описаний восьмикутник, і продовжимо відкидати кути доки площа між цим багатокутником і колом не стане меншою ніж D. Площа багатокутника, Pn, повинна бути меншою за T.
{\displaystyle {\begin{aligned}D&{}=T-C\\&{}>G_{n}\\P_{n}&{}=C+G_{n}\\&{}<C+D\\P_{n}&{}<T\end{aligned}}}
Це, також приводить до суперечності. Оскільки, перпендикуляр до точки, що є серединою кожної із сторін багатокутника є радіусом кола, з довжиною r. А оскільки загальна довжина сторін більша за довжину кола, багатокутник, що складається з n однакових трикутників, має загальну площу більшу за T. Знову маємо суперечність, тому наше припущення, що C може бути меншим за T, є також неправильним.
Таким чином, має залишитися випадок коли площа, окреслена колом, точно дорівнює площі трикутника. Таким чином доказ завершено.

### Доказ із перегрупуванням

Площа кола встановлена перегрупуванням його частин

Анімація перегрупування

Відповідно до Сато Мошун (Satō Moshun) (Smith та Mikami, 1914, pp. 130–132) і Леонардо да Вінчі (Beckmann, 1976, p. 19), зможемо використати вписані правильні багатокутники іншим способом. Допустимо ми впишемо у коло шестикутник. Розділимо цей шестикутник на шість трикутників від центру фігури. Два протилежні трикутники обидва є прилеглими до двох спільних діаметрів; перемістимо їх так щоб їх сторони, що дорівнюють радіусу стали прилеглими одна до одної. Тепер вони утворюють паралелограм, і сторони шестикутника тепер утворюють дві протилежні ребра, кожне з яких є основою, s. Два інших ребра є радіусами, а висота дорівнює h (як у доказі Архімеда). Таким чином ми можемо зібрати всі трикутники в один великий паралелограм помістивши відповідні пари одна до одної. Так само ми можемо зробити якщо збільшимо кількість сторін до восьми та так далі. Для багатокутника з 2n сторонами, паралелограм матиме основу з довжиною ns, і висоту h. Зі збільшенням кількості сторін багатокутника, довжина основи паралелограма наближується до половини довжини кола, а його висота наближується до радіуса кола. У граничному значенні, паралелограм стає прямокутником із шириною πr і висотою r.
| багатокутник | багатокутник | багатокутник | паралелограм | паралелограм | паралелограм | паралелограм | паралелограм | паралелограм |
| n            |              | сторона      |              | основа       |              | висота       |              | площа        |
| ------------ | ------------ | ------------ | ------------ | ------------ | ------------ | ------------ | ------------ | ------------ |
| 4            |              | 1,4142136    |              | 2,8284271    |              | 0,7071068    |              | 2,0000000    |
| 6            |              | 1,0000000    |              | 3,0000000    |              | 0,8660254    |              | 2,5980762    |
| 8            |              | 0,7653669    |              | 3,0614675    |              | 0,9238795    |              | 2,8284271    |
| 10           |              | 0,6180340    |              | 3,0901699    |              | 0,9510565    |              | 2,9389263    |
| 12           |              | 0,5176381    |              | 3,1058285    |              | 0,9659258    |              | 3,0000000    |
| 14           |              | 0,4450419    |              | 3,1152931    |              | 0,9749279    |              | 3,0371862    |
| 16           |              | 0,3901806    |              | 3,1214452    |              | 0,9807853    |              | 3,0614675    |
| 96           |              | 0,0654382    |              | 3,1410320    |              | 0,9994646    |              | 3,1393502    |
| ∞            |              | 1/∞          |              | π            |              | 1            |              | π            |

## Сучасні доведення
Існує декілька еквівалентних означень константи π. Традиційним означенням у геометрії до появи методів числення є відношення довжини кола до його діаметра:
{\displaystyle \pi ={\frac {C}{D}}.}
Однак, оскільки означення довжини кола не є примітивним аналітичним поняттям, таке означення не підходить до сучасного більш строгого розуміння. Стандартне сучасне означення π — це значення половини періоду функції синуса (або косинуса). Функцію косинуса можна визначити як степеневий ряд, або як рішення конкретного диференційного рівняння. Це дозволяє уникнути посилання на коло при означенні π, таким чином твердження про зв'язок числа π із довжиною кола і площі круга є теоремами, а не означеннями, що випливають із аналітичних означень понять таких як «площа» і «довжина кола».
Аналітичні означення здебільшого еквівалентні, тому що узгоджуються з тим, що довжина кола вимірюється як довжина кривої за допомогою інтегралу
{\displaystyle C=2\int _{-R}^{R}{\frac {R\,dx}{\sqrt {R^{2}-x^{2}}}}=2R\int _{-1}^{1}{\frac {dx}{\sqrt {1-x^{2}}}}.}
Інтеграл вказаний в правій частині виразу є абелевим інтегралом, значення якого є половиною періоду функції синусу, що дорівнює π. Таким чином {\displaystyle C=2\pi R=\pi D} розглядається правдоподібним як теорема.

### Концентричні кільця

Площа диска за допомогою інтегрування кілець

Використання числення, дозволяє розраховувати площу поступовим чином, розділяючи круг на концентричні кільця, за принципом шарів цибулі. Це є методом інтегрування поверхні в двох вимірах. Для нескінченно тонкого кільця «цибулі» з радіусом t, площа яку воно займає дорівнює 2πt dt, довжина кільця множиться на його нескінченно малу ширину (можна апроксимувати таке кільце прямокутником із шириною=2πt і висотою=dt). Таким чином ми отримаємо елементарний інтеграл для диску радіусом r.
{\displaystyle {\begin{aligned}\mathrm {Area} (r)&{}=\int _{0}^{r}2\pi t\,dt\\&{}=2\pi \left[{\frac {t^{2}}{2}}\right]_{0}^{r}\\&{}=\pi r^{2}.\end{aligned}}}
Строго це виправдано правилом заміщення багатьох змінних в полярних координатах. Тобто, площа задається подвійним інтегралом константної функції 1 здовж самого диску. Якщо диск позначити як D, тоді у полярних координатах подвійний інтеграл буде розраховуватися наступним чином:
{\displaystyle {\begin{aligned}\mathrm {Area} (r)&{}=\iint _{D}1\ d(x,y)\\&{}=\iint _{D}t\ dt\ d\theta \\&{}=\int _{0}^{r}\int _{0}^{2\pi }t\ d\theta \ dt\\&{}=\int _{0}^{r}\left[t\theta \right]_{0}^{2\pi }dt\\&{}=\int _{0}^{r}2\pi t\,dt,\\\end{aligned}}}
що приводить то того ж результату, який було отримано вище.